# Stanisław Kracik
Stanisław Kracik (ur. 10 września 1950 w Spytkowicach) – polski polityk i samorządowiec, poseł na Sejm II i III kadencji, w latach 1990–2009 burmistrz Niepołomic, w latach 2009–2011 wojewoda małopolski, w latach 2012–2021 prezes zarządu Polskiego Czerwonego Krzyża, od 2024 zastępca prezydenta Krakowa.

## Życiorys
Jego starszym bratem był ksiądz Jan Kracik. Ukończył studia na Wydziale Elektrotechniki Górniczej i Hutniczej Akademii Górniczo-Hutniczej w Krakowie.
Od 1990 do 2009 nieprzerwanie pełnił funkcję burmistrza Niepołomic (w 2002 i 2006 był wybierany w wyborach bezpośrednich). W okresie jego rządów w liczącym około 8 tys. mieszkańców mieście zostało zarejestrowanych około 1,3 tys. podmiotów gospodarczych, m.in. Coca-Cola, MAN, Royal Canin, Oknoplast, DHL. Był także posłem na Sejm II kadencji z listy Unii Demokratycznej i III kadencji z listy Unii Wolności (w okresie 1993–2001). Bez powodzenia kandydował do Senatu V kadencji z ramienia Bloku Senat 2001.
Z UW odszedł w 2004. W wyborach samorządowych w 2006 miał wystartować jako kandydat Platformy Obywatelskiej na stanowisko prezydenta Krakowa. Zrezygnował w związku z wydaniem przez sąd okręgowy wyroku skazującego go za przekroczenie uprawnień i nieterminowe opłacanie składek ubezpieczeniowych (oba czyny miały zostać popełnione w pierwszej połowie lat 90.). W 2007 sąd apelacyjny uwzględnił w znacznej mierze złożoną apelację, zmienił zaskarżony wyrok w ten sposób, że uniewinnił Stanisława Kracika od popełnienia pierwszego z wyżej wskazanych czynów, a w przypadku drugiego uznał, iż występek ten został popełniony nieumyślnie.
W październiku 2009 Stanisław Kracik złożył dymisję ze stanowiska burmistrza. W tym samym miesiącu objął urząd wojewody małopolskiego. W 2010 był kandydatem PO na prezydenta Krakowa, przegrał w drugiej turze z Jackiem Majchrowskim. W 2011 został członkiem Platformy Obywatelskiej i bez powodzenia kandydował z jej ramienia do Senatu, przegrywając z Maciejem Klimą. 12 grudnia 2011 został odwołany ze stanowiska wojewody małopolskiego. W 2012 został prezesem zarządu spółki Małopolskie Parki Przemysłowe oraz dyrektorem Szpitala Klinicznego im. dr. Józefa Babińskiego w Krakowie, którym kierował do 2021.
Jest honorowym krwiodawcą. W czerwcu 2012 został wybrany na prezesa zarządu Polskiego Czerwonego Krzyża. We wrześniu 2021 na stanowisku tym zastąpił go Jerzy Bisek.
W 2014 z listy PO uzyskał mandat radnego sejmiku małopolskiego, z którego zrezygnował wkrótce po zaprzysiężeniu. W 2024 ponownie wybrany na radnego województwa jako kandydat Koalicji Obywatelskiej. W maju tego samego roku nowy prezydent Krakowa Aleksander Miszalski powołał go na swojego zastępcę.

## Odznaczenia
W 2015 uhonorowany Odznaką Honorową za Zasługi dla Samorządu Terytorialnego. W 2005 otrzymał Srebrny Krzyż Zasługi.